# Bologna Football Club 1909 1999-2000
Questa voce raccoglie le informazioni riguardanti il Bologna Football Club 1909 nelle competizioni ufficiali della stagione 1999-2000.

## Stagione
Il Bologna si è classificato al dodicesimo posto nel campionato di Serie A 1999-2000 con 40 punti. In Coppa Italia viene eliminato agli ottavi di finale dall'Inter, dalla quale è sconfitto sia all'andata (2-1 a San Siro) che al ritorno (1-3 in casa).
In questa seconda stagione consecutiva di Coppa UEFA, dopo che l'anno passato era arrivato fino in semifinale contro il Marsiglia, passa due turni e viene però fermato, ai sedicesimi di finale, dal Galatasaray.
Nella prossima stagione non si qualifica in competizioni continentali, poiché, anche se in diritto di partecipare alla Coppa Intertoto UEFA 2000 (in seguito alla rinunzia del Verona), vi rinuncia a sua volta.

## Divise e sponsor
Lo sponsor per la stagione 1999-2000 è Granarolo, mentre lo sponsor tecnico è Diadora. La prima maglia presenta 4 strisce verticali che si dipartono dal colletto, mentre la seconda divisa è bianca con fascia trasversale rossoblù. Per la prima volta il Bologna adotta il giallo, insieme al blu, per la terza divisa.
| Casa | Trasferta | Terza divisa | 1ª portiere | 2ª portiere |

## Rosa

Il neoacquisto Gianluca Pagliuca, nuovo numero uno rossoblù e di ritorno nella natìa Bologna oltre un decennio dopo i trascorsi nelle giovanili felsinee.

| N. |                    | Ruolo | Calciatore                  |
| -- | ------------------ | ----- | --------------------------- |
| 1  | Italia (bandiera)  | P     | Gianluca Pagliuca           |
| 2  | Italia (bandiera)  | D     | Giovanni Bia                |
| 3  | Italia (bandiera)  | D     | Michele Paramatti           |
| 4  | Brasile (bandiera) | C     | Zé Elias                    |
| 5  | Italia (bandiera)  | C     | Giancarlo Marocchi          |
| 6  | Italia (bandiera)  | D     | Massimo Tarantino           |
| 7  | Italia (bandiera)  | C     | Carlo Nervo                 |
| 8  | Svezia (bandiera)  | C     | Klas Ingesson               |
| 9  | Italia (bandiera)  | A     | Nicola Ventola              |
| 10 | Italia (bandiera)  | C     | Giuseppe Signori (capitano) |
| 11 | Russia (bandiera)  | A     | Igor' Kolyvanov             |
| 12 | Italia (bandiera)  | P     | Marco Roccati               |
| 13 | Italia (bandiera)  | D     | Nicola Boselli              |
| 14 | Italia (bandiera)  | D     | Alessandro Gamberini        |
| 15 | Brasile (bandiera) | C     | Eriberto                    |
| 16 | Italia (bandiera)  | D     | Giulio Falcone              |
| 17 | Svezia (bandiera)  | D     | Teddy Lučić                 |

| N. |                    | Ruolo | Calciatore           |
| -- | ------------------ | ----- | -------------------- |
| 17 | Italia (bandiera)  | P     | Paolo Orlandoni      |
| 18 | Italia (bandiera)  | C     | Davide Fontolan      |
| 19 | Italia (bandiera)  | D     | Massimo Paganin      |
| 20 | Camerun (bandiera) | D     | Pierre Womé          |
| 21 | Italia (bandiera)  | C     | Jonatan Binotto      |
| 22 | Italia (bandiera)  | P     | Andrea Ferrari       |
| 23 | Italia (bandiera)  | A     | Fausto Ferrari       |
| 23 | Italia (bandiera)  | D     | Alessandro Dal Canto |
| 24 | Ghana (bandiera)   | D     | John Mensah          |
| 25 | Italia (bandiera)  | A     | Giacomo Cipriani     |
| 25 | Italia (bandiera)  | C     | Roberto Goretti      |
| 26 | Italia (bandiera)  | D     | Max Tonetto          |
| 27 | Italia (bandiera)  | C     | Giovanni Piacentini  |
| 28 | Svezia (bandiera)  | A     | Kennet Andersson     |
| 29 | Italia (bandiera)  | C     | Marco Foschini       |
| 30 | Italia (bandiera)  | D     | Cristian Zaccardo    |
| 31 | Italia (bandiera)  | P     | Gianni Careri        |

## Calciomercato

### Sessione estiva
| Acquisti | Acquisti          | Acquisti   | Acquisti                           |
| R.       | Nome              | da         | Modalità                           |
| -------- | ----------------- | ---------- | ---------------------------------- |
| P        | Gianluca Pagliuca | Inter      | definitivo (0 ₤)                   |
| P        | Marco Roccati     | Perugia    | fine prestito                      |
| D        | Giovanni Bia      | Udinese    | definitivo                         |
| D        | Giulio Falcone    | Fiorentina | definitivo                         |
| D        | Pierre Womé       | Roma       | compartecipazione (5,5 miliardi ₤) |
| C        | Jonatan Binotto   | Juventus   | definitivo                         |
| C        | Zé Elias          | Inter      | definitivo (1,45 miliardi ₤)       |
| A        | Giuseppe Signori  | Sampdoria  | riscatto cartellino (0 ₤)          |
| A        | Nicola Ventola    | Inter      | prestito                           |

| Cessioni | Cessioni            | Cessioni   | Cessioni                      |
| R.       | Nome                | a          | Modalità                      |
| -------- | ------------------- | ---------- | ----------------------------- |
| P        | Francesco Antonioli | Roma       | definitivo                    |
| P        | Alex Brunner        | Como       | definitivo                    |
| D        | Stefano Bettarini   | Fiorentina | fine prestito                 |
| D        | Amedeo Mangone      | Roma       | definitivo (13 miliardi ₤)    |
| C        | Giampiero Maini     | Milan      | fine prestito                 |
| A        | Kennet Andersson    | Lazio      | definitivo (3,5 miliardi ₤)   |
| A        | Giovanni Pompei     | Ascoli     | fine prestito                 |
| A        | Christophe Sanchez  | Bordeaux   | prestito                      |
| A        | Igor' Simutenkov    | Reggiana   | risoluzione compartecipazione |

### Sessione invernale
| Acquisti | Acquisti             | Acquisti | Acquisti   |
| R.       | Nome                 | da       | Modalità   |
| -------- | -------------------- | -------- | ---------- |
| P        | Paolo Orlandoni      | Reggina  | prestito   |
| D        | Alessandro Dal Canto | Venezia  | definitivo |
| D        | Max Tonetto          | Milan    | prestito   |
| C        | Roberto Goretti      | Napoli   | definitivo |
| A        | Kennet Andersson     | Lazio    | definitivo |

| Cessioni | Cessioni         | Cessioni  | Cessioni   |
| R.       | Nome             | a         | Modalità   |
| -------- | ---------------- | --------- | ---------- |
| P        | Marco Roccati    | Pistoiese | prestito   |
| D        | Teddy Lučić      | AIK       | definitivo |
| A        | Giacomo Cipriani | Lecce     | prestito   |
| A        | Fausto Ferrari   | Pisa      | prestito   |

## Risultati

### Serie A

#### Girone di andata
| Bologna 28 agosto 1999, ore 20.30 1ª giornata | Bologna                                | 0 – 0 referto | Torino | Stadio Renato Dall'Ara (30.391 spett.)\| Arbitro: \| Pellegrino (Barcellona Pozzo di Gotto) \| |
| Arbitro:                                      | Pellegrino (Barcellona Pozzo di Gotto) |               |        |                                                                                                |

| Arbitro: | Rodomonti (Teramo) |

|                     |           |             |
| Ingesson 82’ (aut.) | Marcatori | 46’ Signori |

| Arbitro: | Farina (Novi Ligure) |

|  |           |                |
|  | Marcatori | 74’ Possanzini |

| Arbitro: | Borriello (Mantova) |

|                                                   |           |  |
| Weah 7’ Leonardo 44’ Bierhoff 55’ (rig.) Ganz 63’ | Marcatori |  |

| Arbitro: | P. Rossi (Ciampino) |

|                             |           |  |
| D. Fontolan 23’ Signori 34’ | Marcatori |  |

| Piacenza 17 ottobre 1999, ore 15:00 6ª giornata | Piacenza             | 0 – 0 referto | Bologna | Stadio Leonardo Garilli (10'000 spett.)\| Arbitro: \| Farina (Novi Ligure) \| |
| Arbitro:                                        | Farina (Novi Ligure) |               |         |                                                                               |

| Bologna 24 ottobre 1999, ore 15.00 7ª giornata | Bologna                                | 0 – 0 referto | Verona | Stadio Renato Dall'Ara (28'000 spett.)\| Arbitro: \| Pellegrino (Barcellona Pozzo di Gotto) \| |
| Arbitro:                                       | Pellegrino (Barcellona Pozzo di Gotto) |               |        |                                                                                                |

| Arbitro: | Serena (Bassano del Grappa) |

|  |           |                   |
|  | Marcatori | 11’ (aut.) Bilica |

| Arbitro: | Cesari (Genova) |

|                                   |           |  |
| K. Andersson 36’, 70’ Signori 78’ | Marcatori |  |

| Arbitro: | Trentalange (Torino) |

|                      |           |               |
| Sottil 82’ Muzzi 88’ | Marcatori | 62’ Paramatti |

| Bologna 28 novembre 1999, ore 15.00 11ª giornata | Bologna            | 0 – 0 referto | Fiorentina | Stadio Renato Dall'Ara\| Arbitro: \| Bolognino (Milano) \| |
| Arbitro:                                         | Bolognino (Milano) |               |            |                                                            |

| Arbitro: | Cesari (Genova) |

|                     |           |  |
| F. Inzaghi 55’, 70’ | Marcatori |  |

| Arbitro: | Collina (Viareggio) |

|             |           |  |
| Signori 25’ | Marcatori |  |

| Arbitro: | Borriello (Mantova) |

|                                    |           |                      |
| Calori 33’ N. Amoruso 60’ Ripa 81’ | Marcatori | 50’ Womé 64’ Signori |

| Arbitro: | Paparesta (Bari) |

|                  |           |  |
| K. Andersson 28’ | Marcatori |  |

| Arbitro: | Racalbuto (Gallarate) |

|                                      |           |                  |
| Salas 42’ Nedved 76’ Ravanelli 90+3’ | Marcatori | 50’ K. Andersson |

| Arbitro: | Rodomonti (Teramo) |

|             |           |  |
| Signori 87’ | Marcatori |  |

#### Girone di ritorno
| Arbitro: | P. Rossi (Ciampino) |

|                   |           |             |
| Ferrante 25’, 54’ | Marcatori | 66’ Signori |

| Arbitro: | De Santis (Tivoli) |

|         |           |  |
| Bia 48’ | Marcatori |  |

| Arbitro: | Saccani (Mantova) |

|           |           |  |
| Pirlo 48’ | Marcatori |  |

| Arbitro: | Farina (Novi Ligure) |

|                           |           |                                       |
| Ingesson 58’ Eriberto 60’ | Marcatori | 32’ Gattuso 48’ Ševčenko 57’ Bierhoff |

| Arbitro: | Collina (Viareggio) |

|                  |           |             |
| C. Lucarelli 67’ | Marcatori | 55’ Signori |

| Bologna 27 febbraio 2000, ore 15:00 CET 23ª giornata | Bologna           | 0 – 0 referto | Piacenza | Stadio Renato Dall'Ara\| Arbitro: \| Messina (Bergamo) \| |
| Arbitro:                                             | Messina (Bergamo) |               |          |                                                           |

| Verona 5 marzo 2000, ore 15:00 CEST 24ª giornata | Verona             | 0 – 0 referto | Bologna | Stadio Marcantonio Bentegodi (14 559 spett.)\| Arbitro: \| De Santis (Tivoli) \| |
| Arbitro:                                         | De Santis (Tivoli) |               |         |                                                                                  |

| Arbitro: | Saccani (Mantova) |

|                  |           |          |
| K. Andersson 55’ | Marcatori | 28’ Ganz |

| Arbitro: | Cesari (Genova) |

|            |           |               |
| Recoba 48’ | Marcatori | 83’ Paramatti |

| Arbitro: | Castellani (Verona) |

|                       |           |           |
| Signori 30’ Nervo 32’ | Marcatori | 67’ Muzzi |

| Arbitro: | Tombolini (Ancona) |

|                    |           |                              |
| Batistuta 38’, 89’ | Marcatori | 12’ Signori 57’ K. Andresson |

| Arbitro: | De Santis (Roma) |

|  |           |                                       |
|  | Marcatori | 90’ Kovačević 90+4’ (aut.) M. Paganin |

| Arbitro: | Bonfrisco (Monza) |

|                                      |           |  |
| Montella 27’ (rig.) Totti 60’ (rig.) | Marcatori |  |

| Arbitro: | Bertini (Arezzo) |

|                              |           |                |
| Signori 14’ K. Andersson 15’ | Marcatori | 20’ N. Amoruso |

| Arbitro: | Gabriele (Frosinone) |

|                                       |           |                           |
| Mboma 25’ (rig.) Dal Canto 39’ (aut.) | Marcatori | 16’ Paramatti 68’ Signori |

| Arbitro: | Messina (Bergamo) |

|                  |           |                                        |
| Signori 39’, 89’ | Marcatori | 25’ S. Conceição 63’ Simeone 75’ Salas |

| Arbitro: | Bertini (Arezzo) |

|               |           |                    |
| Osmanovski 9’ | Marcatori | 15’ (rig.) Signori |

### Coppa Italia
| Arbitro: | Rosetti (Torino) |

|  |           |                 |
|  | Marcatori | 8’ K. Andersson |

| Arbitro: | Borriello (Mantova) |

|                                |           |  |
| Ventola 4’ Ingesson 82’ (rig.) | Marcatori |  |

| Arbitro: | Serena (Bassano del Grappa) |

|                           |           |             |
| Geōrgatos 10’ Zanetti 36’ | Marcatori | 80’ Ventola |

| Arbitro: | Bazzoli (Merano) |

|                     |           |                             |
| Ingesson 75’ (rig.) | Marcatori | 41’, 90’ C. Vieri 87’ Cauet |

### Coppa UEFA

#### Fase ad eliminazione diretta
| Arbitro: | Vassaras |

|  |           |                                     |
|  | Marcatori | 39’ Ventola 67’, 89’ (rig.) Signori |

| Arbitro: | Romain |

|                              |           |                         |
| D. Fontolan 38’ Cipriani 73’ | Marcatori | 34’ Panov 89’ Kondrašov |

| Arbitro: | Sundell |

|                 |           |             |
| Koller 17’, 34’ | Marcatori | 89’ Signori |

| Arbitro: | Bré |

|                                           |           |  |
| Crasson 45’ (aut.) Zé Elias 51’ Nervo 90’ | Marcatori |  |

| Arbitro: | Poll |

|             |           |           |
| Signori 66’ | Marcatori | 82’ Sükür |

| Arbitro: | Benkö |

|                   |           |            |
| Şaş 5’ Davala 30’ | Marcatori | 8’ Ventola |

## Statistiche

### Statistiche di squadra
| Competizione | Punti | In casa | In casa | In casa | In casa | In casa | In casa | In trasferta | In trasferta | In trasferta | In trasferta | In trasferta | In trasferta | Totale | Totale | Totale | Totale | Totale | Totale | DR |
| Competizione | Punti | G       | V       | N       | P       | Gf      | Gs      | G            | V            | N            | P            | Gf           | Gs           | G      | V      | N      | P      | Gf     | Gs     | DR |
| ------------ | ----- | ------- | ------- | ------- | ------- | ------- | ------- | ------------ | ------------ | ------------ | ------------ | ------------ | ------------ | ------ | ------ | ------ | ------ | ------ | ------ | -- |
| Serie A      | 40    | 17      | 8       | 5       | 4       | 18      | 12      | 17           | 1            | 8            | 8            | 14           | 27           | 34     | 9      | 13     | 12     | 32     | 39     | -7 |
| Coppa Italia | -     | 2       | 1       | 0       | 1       | 3       | 3       | 2            | 1            | 0            | 1            | 3            | 2            | 4      | 2      | 0      | 2      | 6      | 5      | +1 |
| Coppa UEFA   | -     | 3       | 1       | 2       | 0       | 6       | 4       | 3            | 1            | 1            | 1            | 5            | 4            | 6      | 2      | 3      | 1      | 11     | 8      | +3 |
| Totale       | -     | 22      | 10      | 7       | 5       | 27      | 19      | 22           | 3            | 9            | 10           | 22           | 33           | 44     | 13     | 16     | 15     | 49     | 52     | -3 |